# Електронна пошта

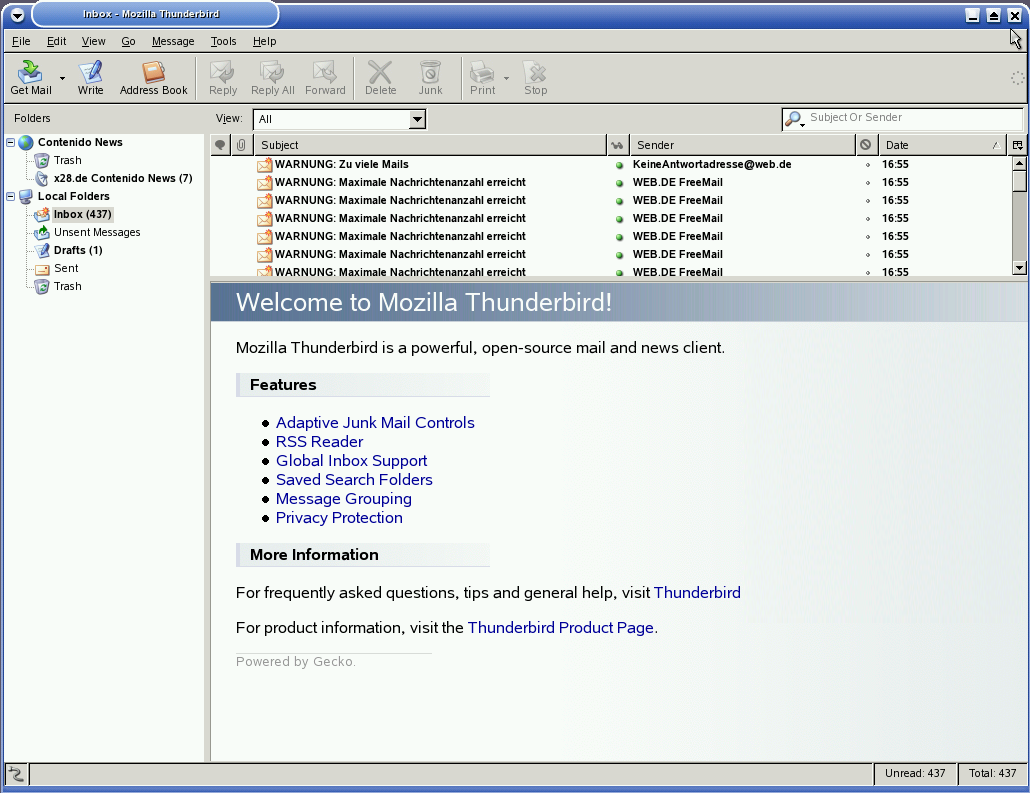
Інтерфейс програми для електронної пошти Thunderbird від Mozilla

Електро́нна по́шта або е-пошта (англ. e-mail, або email, скорочення від electronic mail) — спосіб обміну цифровими повідомленнями між людьми з використанням цифрових пристроїв, як-от комп'ютери, планшети та смартфони, що робить можливим пересилання даних будь-якого змісту (текстові документи, аудіо-, відеофайли, архіви, програми).

## Призначення та можливості е-пошти
Електронна пошта — звичний сервіс відкладеного зчитування (offline). Після відправлення повідомлення, здебільшого, у вигляді звичайного тексту, адресат отримує його на власний комп'ютер за деякий час, і знайомиться з дописом, коли йому буде зручно.
Електронна пошта схожа на звичну пошту. Звичайний лист складається із конверта, на якому зазначена адреса отримувача і стоять штампи поштових відділень шляху слідування, та вмісту — власне листа. Електронний лист складається із заголовків, які містять службові відомості (про автора листа, отримувача, шлях проходження листа), які слугують, умовно кажучи, конвертом, та власне вміст самого листа. За подобою зі звичайним листом, відповідним способом можна внести в електронний лист вкладення якого-небудь іншого роду, наприклад, фотографію, смайл, тощо. Як і у звичайному листі можна поставити власний підпис. Звичайний лист може не дійти до адресата або потрапити із запізненням, — так само і електронний лист. Звичайний паперовий лист доволі дешевий, а електронна пошта — найдешевший вид зв'язку.
Отже, електронна пошта повторює переваги (простоту, дешевизну, можливість пересилання нетекстових даних, можливість підписати і зашифрувати лист) та вади (непевний час пересилки, ймоврність доступу для третіх осіб під час пересилання, неінтерактивність) звичайної пошти. Проте у них є і суттєві відмінності. Вартість пересилки звичайної пошти значною мірою залежить від того, куди вона повинна бути доставлена, її розміру та типу. У електронної пошти такої залежності або немає, або вона досить невідчутна. Електронний лист можна шифрувати та підписувати надійніше та зручніше, ніж лист на папері — для останнього, власне, взагалі не існує загальноприйнятих засобів шифрування. Швидкість доправлення електронних листів набагато вища, ніж паперових, та потріний час проходження незрівнянно менший. Загалом, залежно від розміру листа та швидкості каналу зв'язку, доставлення електронного листа триває в середньому, від кількох секунд до кількох хвилин. Щоправда, можуть бути затримки через збої в поштових серверах.
Дослідження 2019 року компанії Twilio показує, що більшість користувачів для отримання звітів або повідомлень надають перевагу електронній пошті чи текстовим статтям, а не соцмережам та мобільним додаткам.

## Принцип дії
Електронна пошта, або, як її ще називають, E-mail (від англ. electronic — електронна, mail — пошта) — служба Інтернет для передавання текстових повідомлень та прикріплених до них файлів у вигляді листів. Електронна пошта є однією з найбільш використовуваних. Її схожість на звичайну пошту полягає в тому, що обидві передають повідомлення. Основною перевагою електронної пошти є її швидкість: електронний лист потрапляє в «поштову скриньку» адресата одразу ж після відправлення і зберігається там до прочитання. Відмінність між звичайною та електронною поштою ще полягає в тому, що електронні листи і будь-які додатки до них — розбиваються на дрібні шматочки, названі пакетами, які дістаються до одержувача незалежно один від одного. Стосовно звичайної пошти це означало б, що кожен лист розбирається по сторінках, які потім відправляються окремо поодинці і на ту ж адресу. Дорогою, пакети передаються від сервера до сервера доти, поки вони не потрапляють до кінцевого одержувача. Оскільки різні пакети даних дістаються до адресата різними шляхами, вони можуть потрапити до нього в неправильному порядку. Але, щойно всі пакети прибудуть, з них збирається первинне повідомлення. Звичайно, весь цей складний процес, який ми так довго описували, триває менше хвилини, навіть якщо адресати перебувають на різних кінцях планети. 
Цінною перевагою електронної пошти порівняно зі звичайною, є можливість розсилання одного повідомлення за багатьма адресами відразу; все, що потрібно для цього зробити, — це перерахувати всіх ваших адресатів у відповідному полі E-mail програми. Це знайшло відображення ще в одній з важливих можливостей електронної пошти — списках розсилання (англ. mailing lists). Вони полегшують листування з іншими користувачами Internet, які мають спільні зацікавлення. 
Повідомлення, відправлене на поштовий сервер, буде розіслане всім, хто підписався на цей список розсилки, тобто його отримають одразу тисячі користувачів. Підписатися на такі списки може кожний, хто має поштову адресу в інтернеті.

### Відстеження прочитання
Протокол SMTP має обмежені спроможності для відстеження прочитання переданого повідомлення, а також не має можливості для перевірки того, чи лист було переглянуто отримувачем.
Якщо поштовий сервер повідомляє про помилку доставлення, це свідчить про те, що повідомлення не було отримане адресатом. Щоби виправити це, Робоча група з Інтернет-інженерії розробила систему сповіщень про стан доправлення та помилки, але цей засосунок не є придатним для всіх випадків.
Деякі з провайдерів електронної пошти, навмисно не надають звіти про ненадання (NDR) та звіти про отримання повідомлень для боротьби зі спамерами:
- Звіти про доставлення можна використовувати для перевірки існування адреси, і якщо адреса існує, спамер отримує звіт про це;
- Якщо спамер використовує електронну адресу підробленого відправника (підробка електронної пошти), то на справжню адресу електронної пошти, яку було використано, можуть бути надіслані десятки тисяч звітів про недійсні адреси електронної пошти, які спамер, можливо, намагався надіслати електронною поштою.

Для отримання звіту про прочитання, може використовуватись нагляд за переходами по унікальних посиланнях або додавання відповідних зображень для тіла листа. Так, маючи особливу адресу URL для посилання або віддаленого зображення, поштовий сервіс може стежити за тим, чи відкрив отримувач посилання або чи було завантажено зображення, і в такий спосіб отримати звіт про прочитання повідомлення. Перешкодити цьому може вимкнене завантаження віддалених зображень. Ця функція працює за замовчуванням, наприклад, у службі Gmail.
За відсутності стандартних методів, було створено різні системи, засновані на використанні кодів вебпомилок. Однак, вони працюють лише з клієнтами електронної пошти, які підтримують формат HTML. Більшість сучасних поштових клієнтів за замовчуванням не показують «вебвміст» (як-от зображення).

## Безпека

### Фішинг
Фішинг — шахрайство для виманювання у користувачів особистих даних. Шахраї змушують користувачів розкривати приховані дані. Один із способів — надсилання електронних листів із пропозиціями підтвердити реєстрацію облікового запису з посиланнями на сайт, зовнішній вигляд якого повністю відтворює вигляд відомих ресурсів.
Шахраї використовують електронну пошту, намагаючись вкрасти паролі, номери банківських рахунків або інші приватні дані. За даними інтернет-центру розгляду скарг ФБР, в США 2019 року об'єм втрат від фішингу склав 57 млн $.

### Спам
Спам — кількісне розсилання відправлень рекламного чи іншого змісту користувачам, які не висловили бажання її одержувати. Передусім термін «спам» стосується рекламних електронних листів.
2020 року, щодня в інтернеті надсилалось 14,5 млрд спам-листів, що становить 45 % всіх відправлених електронних листів. Попри розробку спам-фільтрів для боротьби зі спамом, ця проблема досі не є вирішеною.

## Будова електронної адреси

Символ «ет», обов'язкова частина кожної електронної адреси

Адреса містить ім'я комп'ютера та ім'я певного користувача цього комп'ютера, якому спрямоване повідомлення.
Електронні скриньки розміщуються на особливих комп'ютерах — поштових серверах. Для кожної скриньки на поштовому сервері відводиться окреме місце. На одному поштовому сервері не може бути двох скриньок з однаковими назвами.
Електронна адреса складається з двох частин, розділених знаком @ (читається «ет»). Наприклад:
name@example.com
Name — ім'я скриньки, example.com — доменне ім'я поштового сервера, на якому знаходиться ця скринька. Повідомлення, що надіслані за цією адресою, будуть передані на комп'ютер з іменем example.com користувачу на ім'я Name (малі та великі літери не розрізняються).
Щоб отримати власну скриньку, існує два способи: 1) більшість провайдерів при приєднанні користувача до Інтернету, надає йому поштову скриньку на своєму сервері; 2) в Інтернет існує величезна кількість безкоштовних поштових серверів, на яких можна створити потрібну кількість скриньок. Перший спосіб зручний швидкістю отримання пошти, оскільки ви напряму з'єднані з комп'ютером провайдера. Другий варіант зручний для доступу до скриньки з різних комп'ютерів: перебуваючи в іншому місті чи, навіть, країні, ви можете зайти на сайт цього поштового сервера, переглянути пошту та відправити відповіді.

## Спосіб дії
На діаграмі показано звичайну послідовність подій, що відбуваються, коли Аліса відправляє листа з допомогою поштової програми (MUA). Вона вводить e-mail адресата та натискає кнопку «відправити».

Принцип роботи електронної пошти

1. Її поштовий клієнт перетворює повідомлення в спеціальний формат та відправляє протоколом SMTP на місцевий сервер обміну пошти (MTA), в цьому разі smtp.a.org, її інтернет-провайдера.
2. Сервер обміну пошти отримує адресу призначення з даних протоколу SMTP (а не з шапки листа), в цьому випадку це bob@b.org. Адреса скрині для отримання електронних листів це рядок localpart@exampledomain. Фрагмент перед знаком @ називають локальною частиною адреси, і зазвичай, вона збігається з іменем користувача отримувача, а продовження після знаку @ називають доменним іменем. Сервер передавання листів використовує доменне ім'я для визначення повного доменного імені сервера обміну листами в доменній системі імен (DNS)
3. DNS-сервер домену b.org, ns.b.org, надсилає у відповідь МХ-записи, в яких перелічено сервери обміну пошти цього домену, в цьому разі mx.b.org, сервер інтернет-провайдера Боба.
4. smtp.a.org надсилає лист mx.b.org по протоколу SMTP, який кладе його в скриню користувача bob.
5. Боб натискає кнопку «отримати повідомлення» в поштовому клієнті, який отримує листи з сервера по протоколу Post Office Protocol (POP3).

## Структура електронного листа
При передаванні за протоколом SMTP електронний лист складається з таких частин:
- Даних SMTP-конверта, отриманих сервером. Частина цих даних може бути відсутньою у повідомленні. Так, наприклад, у RCPT TO (envelope to) міститься список одержувачів листа, водночас у самому листі, адресат може бути не вказаний. Ці відомості передаються за межі сервера лише у рамках протоколу SMTP, і зміна протоколу при надсиланні пошти (наприклад, на вузлі-одержувачі під час внутрішньої маршрутизації) може призводити до втрати цієї інформації. У більшості випадків ця інформація є недоступною кінцевому адресату, який використовує не-SMTP протоколи (POP3, IMAP) для доступу до поштової скриньки. Для можливості керувати працездатністю системи, ці відомості зазвичай, зберігаються в журналах поштових серверів.
- Повідомлення (у термінології протоколу SMTP — 'DATA'), яке, своєю чергою, складається з двох частин, розділених порожнім рядком:
  - Заголовку (англ. header) листа. У заголовку вказується службова інформація та відмітки поштових серверів, крізь які пройшов лист, позначки про першочерговість, вказівки на адресу й ім'я відправника й одержувача листа, тема листа й інші відомості.
  - Тіла (англ. body) листа. У тілі листа поміщається власне повідомлення листа.

### Дані SMTP-конверта
Дані SMTP-конверта містять параметри, що задаються однойменними командами:
- Параметр HELO/EHLO — містить ім'я (англ. FQDN - Fully Qualified Domain Name) відправного вузла, або адресу-літерал відправного вузла.
- Параметр MAIL FROM — містить e-mail відправника. Адреса може бути довільною (зокрема неіснуючою, що допускається протоколом SMTP; однак RFC 5321 містить рекомендацію використовувати або Null Reverse-Path для особливих повідомлень, або справжню адресу e-mail[9]), але саме це значення використовується для створення повідомлень про помилки їхнього доставлення (а не значення з поля From заголовка повідомлення). Ця адреса, так само, може перевірятись під час первинної перевірки на спам. При відправленні повідомлення звичайний поштовий клієнт формує MAIL FROM із вмісту поля From.
- Параметр RCPT TO — найважливіша частина конверта для доставлення пошти, містить електронну адресу одного чи декількох адресатів. Для формування SMTP-конверта, RCPT TO може використовуватись декілька разів. Під час відправляння повідомлення, звичайний поштовий клієнт формує список для RCPT TO із вмісту полів повідомлення To, Cc та Bcc.

### Заголовки листа
Заголовки листа описуються стандартами RFC:
- RFC 2076 — Common Internet Message Headers (Загальноприйняті стандарти заголовків повідомлень), містить дані з інших RFC: RFC 822, RFC 1036, RFC 1123, RFC 1327, RFC 1496, RFC 1521, RFC 1766, RFC 1806, RFC 1864, RFC 1911).
- RFC 4021 — Registration of Mail and MIME Header Fields (Реєстрація пошти і поля заголовків MIME).

Заголовки використовуються для журналювання проходження листа й службових відміток (іноді їх називають кладжами). В Microsoft Outlook ці заголовки називаються «Заголовки Інтернет». В заголовках зазвичай, вказуються: поштові сервери, через які пройшов лист (кожний поштовий сервер додає дані про те, від кого він отримав цього листа), відомості про те, чи схожий цей лист на спам, інформацію про перевірку антивірусами, рівень терміновості листа (може змінюватись поштовими серверами). Також у заголовку зазвичай вказується програма, за допомогою якої був створений лист. Оскільки заголовки є службовою інформацією, то частіше за все поштові клієнти приховують їх від користувача у разі звичайного читання пошти, але також надають можливість побачити ці заголовки, якщо виникає потреба у докладнішому розгляді листа. У разі, якщо лист з формату SMTP конвертується в інший формат (наприклад, у Microsoft Exchange 2007 листи конвертуються у MAPI), то заголовки зберігаються окремо, для можливості діагностування.
Заголовки зазвичай, додаються згори (тобто кожен раз, коли до повідомлення потрібно додати заголовок, він дописується першим рядком, перед усіма попередніми).
Крім службової інформації, заголовки листа також зберігають і видимі користувачеві відомості — це зазвичай, відправник листа, одержувач, тема і дата відправлення.
Заголовки повідомлень можуть містити лише 7-бітні символи. За необхідності використовувати національні знаки у якихось полях, потрібно застосовувати кодування (зазвичай Base64 або Quoted-Printable).

### Заголовки, що часто використовуються
- Return-Path: (RFC 821, RFC 1123) — адреса повернення, коли неможливо доставити листа за адресою призначення. Може відрізнятись від MAIL FROM і заголовків From:, Sender: або Reply-To:, але зазвичай збігається з MAIL FROM.
- Received: (RFC 822, RFC 1123) — дані про проходження листа крізь кожний окремий поштовий сервер (MTA). У разі проходження через декілька поштових серверів, нові записи додаються над попередніми, і зрештою журнал переміщення буде записаний у зворотному порядку.
- MIME-Version: (RFC 1521) — версія MIME, з яким це повідомлення створене. Часто цей заголовок створюється раніше з інших, тож він є останнім у списку.
- From: (RFC 822, RFC 1123, RFC 1036) — ім'я та адреса відправника (саме у цьому заголовку з'являється текстове поле з іменем відправника). Може не збігатись з return-path і навіть не збігатись із заголовком SMTP MAIL FROM:.
- Sender: (RFC 822, RFC 1123) — відправник листа. Дає можливість вказати, що лист від чийогось імені (from) відправлено іншою особою (наприклад, секретарем від імені начальника). Деякі поштові клієнти показують повідомлення при наявності sender і from як «повідомлення від 'sender' від імені 'from'». Sender є інформаційним заголовком (і також може відрізнятись від заголовка SMTP MAIL FROM).
- To: (RFC 822, RFC 1123) — ім'я та адреса отримувача. Може повторюватись декілька разів (якщо лист адресується декільком абонентам). На основі цього поля формується вміст поля SMTP RCPT TO.
- Cc: (RFC 822, RFC 1123) — (від англ. carbon copy) містить імена та адреси вторинних отримувачів листа, яким надсилається копія. Бере участь у формуванні поля SMTP RCPT TO, як і поле «To».
- Bcc: (RFC 822, RFC 1123) — (від англ. blind carbon copy) містить імена та адреси отримувачів листа, чиї адреси не слід показувати іншим отримувачам. Бере участь у формуванні поля SMTP RCPT TO, як поля «To» і «Cc», але є відсутнім у відправленому повідомленні.
- Reply-To: (RFC 822, RFC 1036) — ім'я та адреса, куди слід адресувати відповіді на цей лист. Якщо, наприклад, лист розсилається роботом, то як Reply-To буде вказано адресу поштової скриньки, що є готовою прийняти відповідь на лист.
- Message-ID: (RFC 822, RFC 1036) — неповторний ідентифікатор повідомлення. Складається з адреси вузла-відправника та номера (унікального в межах вузла). Алгоритм генерування унікального номера залежить від сервера/клієнта. Виглядає приблизно так: AAB77AA2175ADD4BACECE2A49988705C0C93BB7B4A@example.com. Разом з іншими ідентифікаторами використовується для пошуку проходження конкретного повідомлення по журналах поштової системи (поштові системи фіксують проходження листа за його Message-ID) і для посилання на інші листи (використовується для групування й побудови ланцюжків листів). Зазвичай створюється поштовим клієнтом (MUA) у мить формування листа.
- In-Reply-To: (RFC 822) — вказує на Message-ID, для якого цей лист є відповіддю (за його допомогою поштові клієнти можуть легко вишиковувати ланцюжок листування — кожна нова відповідь містить Message-ID для попереднього повідомлення).
- Subject: (RFC 822, RFC 1036) — тема листа.
- Date: (RFC 822, RFC 1123, RFC 1036) — дата відправлення листа.
- Content-Type: (RFC 1049, RFC 1123, RFC 1521, RFC 1766) — тип вмісту листа (HTML, RTF, Plain text) і кодування, у якому створено лист.
- Return-Receipt-To: (RFC 2076) — e-mail, куди поштовий сервер адресата має відправити повідомлення про доставку. В RFC 2076 надається у розділі «Not Internet standard», через що може підтримуватися не усіма серверами.
- Disposition-Notification-To: (RFC 3798) — e-mail, куди поштовий клієнт адресата повинен відправити повідомлення про отримання, якщо це дозволить користувач (через налаштування, тощо).

Крім стандартних, поштові клієнти, сервери і роботи оброблення пошти можуть додавати власні заголовки, що розпочинаються з «X-» (наприклад, X-Mailer, X-MyServer-Note-OK або X-Spamassasin-Level).

### Тіло листа
Тіло листа відокремлюється від заголовка порожнім рядком. В не-SMTP стандартах формат листа залежить від стандарту системи (наприклад, MAPI), але перед «виходом» листа за межі MAPI-сумісної системи (наприклад, перед пересиланням через Інтернет) зазвичай, приводиться до SMTP-сумісного вигляду (інакше маршрутизація листа була б неможливою, так як стандартом передавання пошти в Інтернеті є SMTP).
У тілі повідомлення допускаються лише друковані символи. Тому для передавання бінарної інформації (зображень, виконавчих файлів тощо) застосовуються кодування, що переводять до 7-бітного вигляду — Base64 або UUE. Крім того, із самого початку існування e-mail обмеження було жорсткішим — деякі поштові системи підтримували лише 7-бітні повідомлення. Для роботи з такими системами звичайний текст, за наявності національних символів, також, може кодуватись у 7-бітний вигляд. Для цього використовуються Base64 або Quoted-Printable. Однак поштових систем, що працювали б винятково із 7-бітними повідомлення уже немає.

## Історія
Перший прототип електронної пошти працював на комп'ютерах в MIT в програмі «MAILBOX» 1965 року. Користувачі комп'ютерів в MIT могли залишати повідомлення в цій програмі на комп'ютерах університету для інших користувачів, які бачили ці повідомлення наступного разу, коли ввійдуть на комп'ютер.

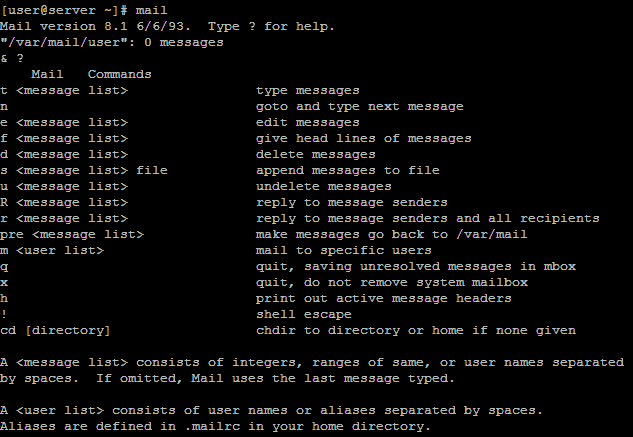
Текстовий інтерфейс програми mail

Перший електронний лист було надіслано Реєм Томлінсоном самому собі 1971 року. Текст того повідомлення був набором символів — QWERTYIOP. Електронна пошта розвивалася поступово, починаючи від можливості обміну повідомленнями між користувачами одного комп'ютера, потім у межах мережі комп'ютерів, що використовували однакові операційні системи, і, нарешті, були розроблені універсальні протоколи, сумісні з різними комп'ютерами та різними операційними системами.
Важливу роль у розвитку електронної пошти відіграла мережа ARPANET, попередник Інтернету.
Вперше можливість роботи багатьох користувачів на одному комп'ютері була продемонстрована 1961 року у Массачусетському технологічному інституті, де була створена операційна система CTSS. Користувачі отримали можливість входити в систему комп'ютера IBM 7094 через віддалені телефонні термінали і зберігати свої дані на жорсткому диску.
1965 року співробітники Массачусетського технологічного інституту (MIT) Ноель Моріс і Том Ван Влек написали програму MAIL для операційної системи CTSS (Compatible Time-Sharing System), встановлену на комп'ютері IBM 7090/7094.
Загальний поступ електронної пошти йшов через розвиток локальної взаємодії користувачів на системах, що розраховані на багато користувачів. Користувачі могли, використовуючи програму mail (або її еквівалент), пересилати один одному повідомлення у межах одного мейнфрейма (великого комп'ютера). Наступним кроком стала можливість переслати повідомлення користувача на інші машини — для цього використовувалися ім'я машини та ім'я користувача на машині. Адреса могла записуватися у вигляді foo!joe (користувач joe на комп'ютері foo).
Третій крок для становлення електронної пошти відбувся після появи можливості пересилання листів через третій комп'ютер. При використанні UUCP-адреси користувача, вона містила маршрут до користувача через декілька проміжних машин (наприклад, gate1!gate2!foo!joe — лист для joe через машину gate1, gate2 на машину foo). Недоліком такої адресації було те, що відправникові (або адміністраторові машини, на якій працював відправник) необхідно було знати точну дорогу до машини адресата.
Після появи розподіленої глобальної системи імен DNS для вказівки адреси стали використовуватися доменні імена — user@example.com — користувач user на машині example.com. Одночасно з цим відбувалося переосмислення поняття «На машині»: для пошти стали використовуватися виділені сервери, на які не мали доступу звичайні користувачі (лише адміністратори), а користувачі працювали на власних машинах, водночас пошта приходила не на робочі машини користувачів, а на поштовий сервер, звідки користувачі забирали свою пошту за різними мережевими протоколами (серед найпоширеніших на цей час — POP3, IMAP, MAPI, вебінтерфейси). Одночасно з появою DNS була продумана система резервування маршрутів надсилання пошти, а доменне ім'я у поштовій адресі перестало бути ім'ям конкретного комп'ютера і стало просто фрагментом поштової адреси. За обслуговування домену можуть відповідати багато серверів (можливо, фізично розміщені на різних континентах і у різних організаціях), а користувачі з одного домену можуть не мати між собою нічого спільного (особливо подібне притаманне для користувачів безкоштовних серверів електронної пошти).
Крім того, існували та інші системи електронної пошти (деякі з них існують і зараз), наприклад: Netmail у мережі Фідонет, X.400 у мережах X.25[уточнити]. Доступ до них з інтернету й назад здійснюється через поштовий шлюз. Для маршрутизації пошти в мережах X.25 у DNS передбачений спеціальний ресурсний запис з відповідною назвою X25 (код 19).
2018 року щодня в середньому, надсилалось та отримувалось 281 млрд електронних листів, до 2023 року це число прогнозували на рівні 347 млрд на день. У грудні 2018 року 43 % електронних листів було відкрито на мобільному пристрої, а найпопулярнішим клієнтом пошти став додаток для iPhone, на який припадало 29 % повідомлень. Gmail посіла друге місце з часткою 27 %. В жовтні 2018 року Google повідомила про 1,5 млрд активних користувачів Gmail.
Загалом, станом на липень 2020-го, в інтернеті було 3.9 млрд користувачів електронної пошти. Згідно з дослідженнями, до 2024 року, загальне число користувачів email має сягнути 4.48 млрд.

### Хронологія
- 4 липня 1996 (день незалежності США) — початок комерційного функціонування поштового сервісу Hotmail. Дата старту сервісу символізувала звільнення від інтернет-провайдерів.
- 8 березня 1997 року  — компанія Yahoo! купує портал Rocketmail — один з перших безкоштовних поштових сервісів. Поява сервісу Yahoo! Mail.
- 12 листопада 1998 року — компанія МЕТА запускає український пошуковий портал в інтернеті з безкоштовних поштових сервісів[прояснити].

## Протоколи пересилання електронної пошти
- IMAP
- POP3
- SMTP
- UUCP

## Програми-клієнти для роботи з електронною поштою
Функціонування електронної пошти побудовано на принципі клієнт-сервер, стандартному для більшості мережевих сервісів. Для обміну листами з поштовим сервером потрібна особлива програма-клієнт. Існує багато різних програм-клієнтів електронної пошти, які можуть відрізнятися окремими функціями, можливостями та інтерфейсом, в тому числі й такі, що працюють на сервері (в режимі on-line). Проте загальні функції у більшості пакетів однакові. До них можна віднести:
- підготовка тексту;
- імпорт файлів-додатків;
- надсилання листа;
- перегляд і збереження кореспонденції;
- знищення кореспонденції;
- підготовка відповіді;
- коментування і пересилка інформації;
- експорт файлів-додатків.

До поширених[де?] поштових програм-клієнтів відносять:
- Apple Mail
- eM Client
- Eudora Mail
- Evolution
- KMail
- Mailspring
- Microsoft Outlook, Outlook Express
- Mozilla Thunderbird
- Opera Mail
- Spark
- The Bat!

При першому запуску поштового клієнта потрібно зареєструвати власну скриньку в програмі — створити обліковий запис.
Для роботи зі скринькою в поштовому клієнті може міститись декілька тек, серед них:
- Вхідні (Inbox) — для пошти, що надійшла.
- Вихідні (Outbox) — для пошти, що готова для відправлення.
- Відправлені (Sent) — копії відправлених листів.
- Видалені (Trash) — для видалених листів.
- Чернетки (Drafts) — для незавершених листів.

Користувач може створити свої теки для сортування листів.
Сучасний пакет програм електронної пошти має добре організований інтерфейс користувача, який не потребує багато часу і зусиль для засвоєння, та звичайно забезпечує такі додаткові функції:
- ідентифікація власника поштової скриньки;
- автоматичне приєднання підпису;
- адресні книги;
- перевірка орфографії;
- можливість створення поштових скриньок різного призначення;
- шифрування/дешифрування повідомлень;
- робота в автономному (off-line) режимі;
- фільтрацію/маршрутизацію повідомлень;
- автоматична відправка відповіді про тимчасову відсутність отримувача або
- автоматична переадресація листа на іншу адресу електронної пошти.

## Основні операції з поштою
- Створення
- Відправлення
- Копія (з отриманням листа адресати бачитимуть, що вони — не єдині адресати цього повідомлення).
- Прихована копія (адресати бачитимуть список інших адресатів, але не знатимуть про приховані копії та їхніх отримувачів)[20].
- Прийняття
- Відповідь
- Відповідь всім (при створенні відповіді, до списку адресатів додаються адреси тих, кому відправлені копії минулого листа).
- Пересилання (використовується тоді, коли лист треба переслати на іншу скриньку).
- Видалення (видалені листи поміщуються в кошик, звідки їх можна відновити у разі потреби або знищити назавжди).

## Цікаве
- Відповідно до статистики 2010 року, спам становив близько 90 % всіх електронних повідомлень в інтернеті[21]